# Gillis van Coninxloo

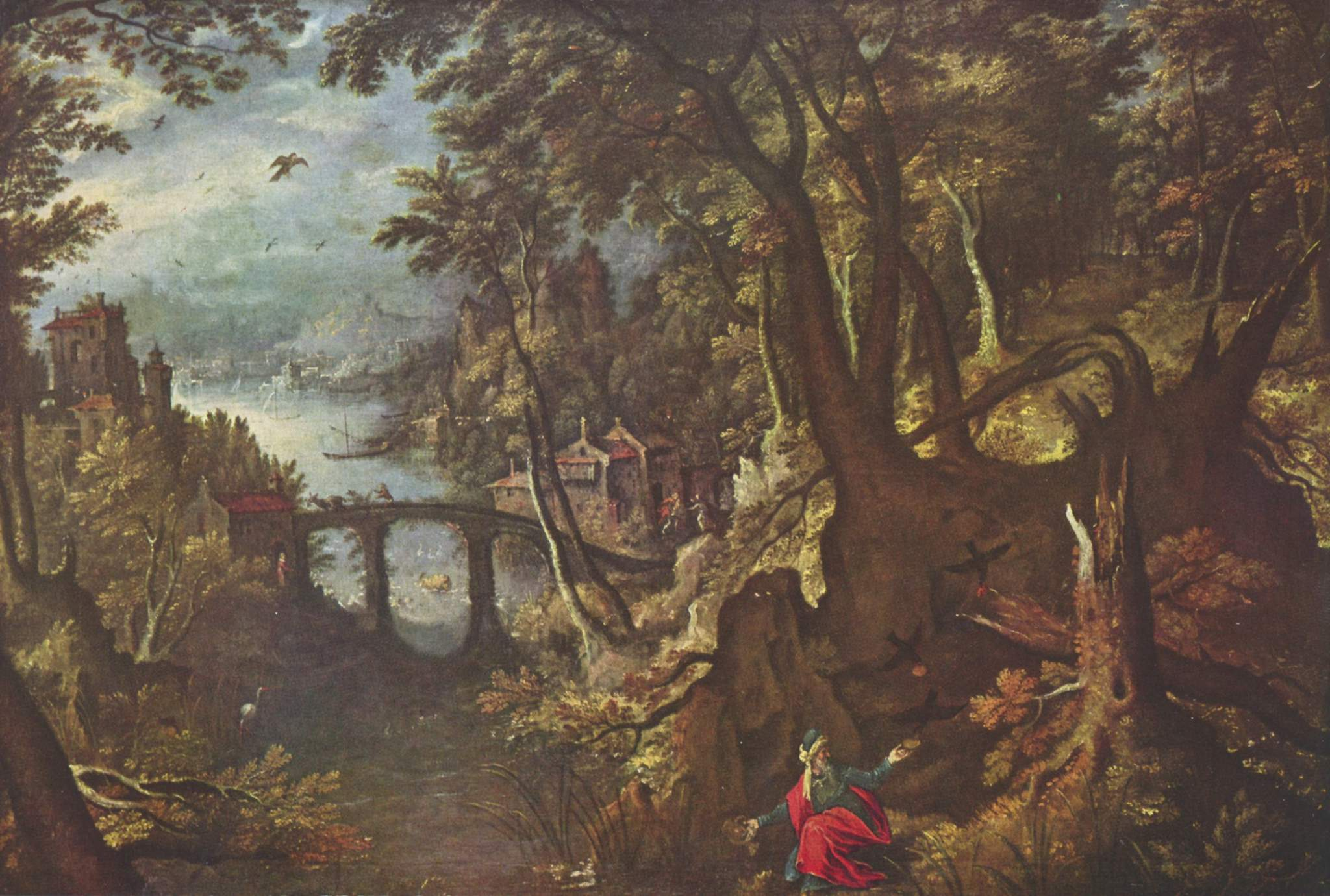
Gillis von Coninxloo, Elias farto dos Corvos.

Gillis van Coninxloo (Antuérpia, 24 de Janeiro de 1544 — Amesterdão, 4 de Janeiro de 1607) foi um pintor flamengo, provável professor de Jan Brueghel, o Velho, o qual o viria a influenciar posteriormente.
Nascido numa família de grandes pintores, Gillis van Coninxloo estudou primeiramente na cidade onde havia nascido, com o pintor Pieter Coecke van Aelst.
Após uma curta estadia em França, cerca de 1570, regressou à Bélgica onde se juntou à Guilda de São Lucas. Porém com as perseguições religiosas nos Países Baixos, que na altura se encontravam ocupados pelos espanhóis, o calvinista Coninxloo foi obrigado a refugiar-se, em 1587, na Alemanha.
Aqui a sua arte viria a ser muito apreciada, elogiada e, crê-se, influente – os seus desenhos, extraídos experimentalmente de tapeçarias, influenciaram provavelmente a degradação da tradição paisagística panorâmica alemã.
Em 1595 voltou para os Países Baixos, mas desta feita para Amesterdão. Durante o período em que permaneceu na dita cidade, produziu algumas das suas mais maduras obras de arte. As suas paisagens começaram a parecer somente comparáveis às paisagens pintadas pelos pintores realistas. Contudo, a influência do barroco também se começa a notar, quando, na sua obra, incorpora alguns elementos decorativos.
Coninxloo sempre soube explorar as potencialidades da natureza na pintura, inspirado pelo seu antigo aluno e grande amigo Jan Brueghel, o Velho.